# Saul Goodman
Saul Goodman (New York, 16 juli 1907 – Palm Beach (Florida), 26 januari 1996) was een Amerikaanse paukenist in het New York Philharmonic Orchestra van 1926 tot 1972.

## Biografie
Goodman werd geboren in New York als zoon van de Pools-joodse emigranten Abraham L. Goodman en Yetta Feigenbaum Goodman. Hij groeide op in Brooklyn (New York) en leerde onder instructie van Alfred Friese, die hij opgevolgde als eerste paukenist in de New York Philharmonic. Goodman was lid van de faculteiten aan het Conservatoire de musique du Québec à Montréal en de Juilliard School of Music, waar hij lesgaf aan velen die paukenist werden in symfonieorkesten over de hele wereld. Tijdens zijn carrière heeft Goodman innovaties aangebracht in de constructie van drums en pauken, waaronder een stemsysteem voor drums en een reeks paukenhamers. 

## Overlijden
Saul Goodman overleed in januari 1996 op 88-jarige leeftijd.

## Discografie

### Method Book
- Modern Method for Timpani
- Modern Classic Solos for Snare Drum
- Saul Goodman Memorial Percussion Ensemble Collection

### Solo
- Introductie en allegro (Timpani)
- Ballad for the Dance (Timpani & Suspended Cymbal)

### Ensemble
- Scherzo for Percussion For 3 Players
- Theme and Variations For 4 Players
- Proliferation Suite For 7 Players

- Bibsys: 4024139
- Bibliothèque nationale de France: cb141824155 (data)
- CiNii: DA09842549
- Gemeinsame Normdatei: 1070045950
- International Standard Name Identifier: 0000 0001 1677 720X
- Library of Congress Control Number: n93010258
- Nationale Bibliotheek van Letland: 000299502
- Bibliotheek van het Japanse parlement: 00895522
- Nationale Bibliotheek van Tsjechië: jcu2011619416
- Nederlandse Thesaurus van Auteursnamen: 256594848
- Istituto Centrale per il Catalogo Unico: DDSV229862
- SNAC: w605995x
- Virtual International Authority File: 78781025
- WorldCat: E39PBJm9dhxk4Bb7f8jf9GVpyd